# It Ain't Easy (Long John Baldry)
It Ain't Easy è il quinto album di Long John Baldry, pubblicato nel 1971 dalla Warner Music.
L'album è stato ristampato nel 2005 in CD con sette bonus track.

## Tracce
1. Intro: Conditional Discharge (Long John Baldry, Ian Armitt)
2. Don't Try to Lay No Boogie-Woogie on the King of Rock & Roll (Jeff Thomas)
3. Black Girl (Leadbelly)
4. It Ain't Easy (Ron Davies)
5. Morning, Morning (Tuli Kupferberg)
6. I'm Ready (Willie Dixon)
7. Let's Burn Down the Cornfield (Randy Newman)
8. Mr. Rubin (Lesley Duncan)
9. Rock Me When He's Gone (Elton John, Bernie Taupin)
10. Flying (Ronnie Wood, Rod Stewart, Ronnie Lane)

Bonus track ristampa 2005:
1. Goin' Down Slow
2. Blues (Corn Bread, Meat, and Molasses)
3. Love in Vain
4. Midnight Hour Blues
5. Black Girl (alternate take)
6. It Ain't Easy (alternate take)
7. I'm Ready (alternate take)

## Musicisti
- Long John Baldry - voce, chitarra 12-corde
- Elton John - organo, piano
- Alan Skidmore - sax tenore
- Sam Mitchell - dobro, chitarra, slide guitar
- Ian Armitt - piano
- Dave Glover - basso
- Roger Pope - batteria
- Caleb Quaye - organo, chitarra